# Cyrtoclytus kusamai
Cyrtoclytus kusamai är en skalbaggsart som beskrevs av Tatsuya Niisato 1988. Cyrtoclytus kusamai ingår i släktet Cyrtoclytus och familjen långhorningar.
Artens utbredningsområde är Taiwan. Inga underarter finns listade i Catalogue of Life.